# Ignacy Mreła
Ignacy Mreła (ur. 13 stycznia 1895 w Solcu, zm. 4 maja 1976 w Bydgoszczy) – major łączności Wojska Polskiego.

## Życiorys
Urodził się 13 stycznia 1895 w Solcu, w powiecie średzkim, w rodzinie Tomasza i Marianny z Jaworskich. Uczył się w gimnazjum w Krotoszynie i Gimnazjum św. Marii Magdaleny w Poznaniu, gdzie należał do Towarzystwa Tomasza Zana.
17 września 1914, w czasie I wojny światowej, został wcielony do armii niemieckiej i przydzielony do oddziału telefonistów fortecznych w poznańskiej Cytadeli. Od 1916 walczył na froncie zachodnim jako dowódca sekcji migaczy i telegrafistów. Wziął udział w bitwie pod Verdun (1916) i bitwie pod Reims (1918), w szeregach 13. kompanii telegraficznej. Od stycznia 1919 pełnił służbę w zapasowym oddziale telegrafistów w Królewcu.
4 sierpnia wstąpił jako ochotnik do II Batalionu Radiotelegrafistów Wielkopolskich i został przydzielony do 3. kompanii telegraficznej. 1 czerwca 1921, w stopniu porucznika, pełnił służbę w Dowództwie Okręgu Generalnego Poznań, a jego oddziałem macierzystym był 2 Baon Zapasowy Telegraficzny. W tym samym roku złożył maturę w Gimnazjum im. Karola Marcinkowskiego w Poznaniu. Później został przeniesiony do 3 pułku łączności w Grudziądzu i 3 maja 1922 zweryfikowany w stopniu porucznika ze starszeństwem od 1 czerwca 1919 i 61. lokatą w korpusie oficerów łączności. Obowiązki służbowe łączył ze studiami prawniczymi na Uniwersytecie Poznańskim, które przerwał w 1925. W czerwcu 1924 został przeniesiony do 1 pułku łączności w Zegrzu, a w czerwcu 1926 do 9 samodzielnego batalionu łączności w Brześciu. 19 marca 1928 prezydent RP nadał mu stopień kapitana z dniem 1 stycznia 1928 i 2. lokatą w korpusie oficerów łączności. W marcu 1932 został przeniesiony z 9 batalionu telegraficznego do kompanii telegraficznej 16 Dywizji Piechoty w Grudziądzu na stanowisko dowódcy kompanii. Na majora awansował ze starszeństwem z 1 stycznia 1936 i 8. lokatą w korpusie oficerów łączności. Później pełnił służbę w 14 Dywizji Piechoty w Poznaniu na stanowisku dowódcy łączności.
Jako dowódca łączności 14 DP walczył w kampanii wrześniowej. Dostał się do niemieckiej niewoli. W listopadzie 1945, po uwolnieniu z niewoli i przyjeździe do Włoch, służył w 5 Kresowym Batalionie Łączności.
Zmarł 4 maja 1976 w Bydgoszczy.

## Ordery i odznaczenia
- Krzyż Walecznych trzykrotnie[21][22]
- Złoty Krzyż Zasługi – 10 listopada 1938 „za zasługi w służbie wojskowej”[23][24][25]

2 marca 1936 Komitet Krzyża i Medalu Niepodległości odrzucił wniosek o nadanie mu tego odznaczenia „z powodu braku pracy niepodległościowej”.